# Ais Giorgis
Ais Giorgis (em português:  São Jorge) ou Ais Georgius é um cargueiro grego que em 8 de janeiro de 1974 encalhou e parcialmente submergiu no estuário do porto de Santos, no estado de São Paulo. 

## Naufrágio
O cargueiro começou a descarga em 30 de dezembro de 1973 de caixas, sacos e tambores, com leite em pó, óleo de pinho, resina, champanha e vários produtos químicos, entre eles o nitrato de sódio Na noite desse dia um vagão de trem ao lado do navio se incendiou, aqueceu seu casco e fez o fogo se alastrar pelos porões. Os bombeiros rebocaram o navio para o meio do canal onde encalhou e queimou por várias horas deixando-o em parte submerso. Em 8 de julho de 1979 uma tempestade faz o navio se soltar de suas amarras e este encalha e submerge em posição que ameaça a navegação. Anos mais tarde são montadas algumas operações para remoção de destroços mas em nenhuma destas a retirada foi completa. Existe 150 m3 de lama, contaminada por poluentes vindos do canal, nos destroços do navio.  Em novembro de 2011, o local onde o navio fica submerso, está delimitado por bóias de sinalização. Sua carcaça é um obstáculo que impede a passagem de dois navios simultaneamente. A Companhia Docas do Estado de São Paulo (CODESP) contratou uma empresa para a retirada dos destroços até março de 2012. Um pedaço da proa do navio naufragado se encontra exposto no Museu do Porto de Santos. Os últimos destroços do navio foram retirados em 18 de janeiro de 2013.